# San Marino Calcio
Associazione Sportiva Dilettantistica Victor San Marino é um clube de futebol de San Marino, atualmente sediado em Acquaviva. Disputa atualmente a Eccellenza da Emília-Romanha, correspodente à quinta divisão do Campeonato Italiano.
Fundado em 1959 como Società Sportiva Serenissima, chamou-se também Associazione Calcio San Marino entre 1973 e 1989 e deste ano até 2018, San Marino Calcio, sendo a única equipe profissional do país e também a única agremiação não-italiana filiada à FIGC (Federação Italiana de Futebol), tendo como sede Serravalle (principal castello de San Marino).
Em 2019 se fundiu ao Cattolica Calcio para formar o Cattolica Calcio San Marino e disputar a Serie D.
Para a temporada 2021–22, inscreveu-se para disputar a Eccellenza da Emília-Romanha, ficando no grupo C e mandando seus jogos no Stadio di Acquaviva. Terminou como segundo colocado na primeira fase e foi eliminado na fase final, sem nenhum ponto conquistado.

## Elenco
Nota: Bandeiras indicam equipe nacional, conforme definido pelas regras de elegibilidade da FIFA. Os jogadores podem ter mais de uma nacionalidade não-FIFA.
| N.º |        | Posição | Jogador            |
| --- | ------ | ------- | ------------------ |
|     | Itália | G       | Francesco Scotti   |
|     | Itália | G       | David Bicchiarelli |
|     | Itália | D       | Federico Tafani    |
|     | Itália | D       | Francesco Baldini  |
|     | Itália | D       | Fabio Di Benedetto |
|     | Itália | D       | Samuele Sorbera    |
|     | Itália | D       | Alessandro Ruggeri |
|     | Itália | D       | Marco Bergamini    |
|     | Itália | D       | Alessandro Ligi    |
|     | Itália | D       | Christian Pennucci |
|     | Itália | D       | Mauro Gilardi      |
|     | Itália | D       | Giuseppe Aquino    |

| N.º |        | Posição | Jogador                                 |
| --- | ------ | ------- | --------------------------------------- |
|     | Itália | M       | Francesco Amantini                      |
|     | Itália | M       | Marco Testa                             |
|     | Itália | M       | Federico Furlan (emprestado pelo Milan) |
|     | Itália | M       | Simone Loiodice                         |
|     | Itália | M       | Davide Poletti                          |
|     | Itália | M       | Diego Matarazzo                         |
|     | Itália | M       | Alessandro Cazzamalli                   |
|     | Itália | A       | Luigi Grassi                            |
|     | Itália | A       | Alessandro Cesca                        |
|     | Itália | A       | Guerrino Gasparello                     |
|     | Itália | A       | Roberto Massaro                         |